# Abd-Allah-Ibn-Bekkar
Abd-Allah-Ibn-Bekkar est de la tribu des Banou Ifren. Il sera le chef de la tribu après la mort de Abu Yezid.
Il préservera le royaume (Ouest de l'Algérie) de la tribu des attaques Fatimides. Son fils Yala Ibn Mohamed prendra la tête des Zénètes par la suite.